# Концерт для скрипки с оркестром (Бетховен)
Концерт для скрипки с оркестром ре мажор, op. 61 — единственный завершенный скрипичный концерт немецкого композитора Людвига ван Бетховена, написанный в 1806 году.

## История написания
Бетховен ранее приобрёл опыт сочинения произведений для скрипки, написав ряд пьес для скрипки с оркестром. В 1790—1792 годах он начал свой первый концерт для скрипки, но до наших дней дошла лишь одна его часть. Доподлинно неизвестно, составляет ли она цельное произведение или является единственной сохранившейся частью потерянной работы. Этот концерт ни разу во времена композитора не исполнялся и не опубликовывался. Позже, в 1790-е годы, Бетховен завершил два романса для скрипки, ор. 40 и ор. 50.
Композитор написал концерт для своего друга и коллеги Франца Клемента, известного скрипача и композитора тех времён, директора Венского театра, в котором состоялась премьера многих работ Бетховена. Премьера скрипичного концерта состоялась на бенефисе Клемента 23 декабря 1806 года в том же театре. Первое печатное издание 1808 года также было посвящено ему.
Считается, что Бетховен завершал сольную партию прямо перед концертом, так что Клемент читал некоторые её части прямо с листа во время своего выступления. Существует легенда, что в перерыве между первой и остальными частями произведения Клемент решил развлечь публику, исполнив вариации на темы концерта, перевернув скрипку нижней декой вверх.
Премьера не была успешной, и концерт был забыт на несколько десятилетий. Работа была возрождена только в 1844 году после её исполнения тогда еще 12-летним скрипачом Йозефом Иоахимом с оркестром Королевского филармонического общества под управлением Феликса Мендельсона. С тех пор концерт стал одним из самых известных произведений для скрипки с оркестром и часто исполняется и записывается сегодня.

## Строение
Концерт состоит из 3 частей, вторая и третья часть исполняются без паузы.
1. Allegro ma non troppo
2. Larghetto
3. Rondo. Allegro

Общая продолжительность исполнения произведения составляет около 45 минут.

## Состав оркестра
Концерт написан для соло скрипки и оркестра, состоящего из 2 флейт, 2 гобоев, 2 кларнетов, 2 фаготов, 2 валторн, 2 труб, литавр и струнных.